# Adult Swim
Adult Swim (stilizirano kao [adult swim] i [as]) je američka kasnovečernja televizija koja prikazuje serije za odrasle i prikazuje se noću od 20:00 do 06:00 sati na američkom TV kanalu Cartoon Network. Sadržaj uključuje originalne programe, serije i kratke filmove. Na Adult Swimu se isto prikazuje zasebni program koji većinom prikazuje anime i američke animirane serije, Toonami. 
Pokrenut 2. rujna 2001. godine, Adult Swim često emitira komedije, animirane filmove i serije za odrasle, parodije i satire.

## Povijest
Originalni glavni programer Cartoon Networka, Mike Lazzo, osmislio je Adult Swim. Ovaj program razvio se iz prethodnih pokušaja Cartoon Networka da emitira sadržaj prikladan za odrasle koji bi gledali kanal nakon 23 sata. Mreža je počela eksperimentirati s kasnovečernjim programiranjem prikazujući emisije koje su sadržavale necenzurirane klasične crtane filmove, poput ToonHeads, The Bob Clampett Show, The Tex Avery Show, Late Night Black and White i O Canada. Drugi program, Toonamijev "Midnight Run", emitirao je akcijske programe mreže bez rezova ili s minimalnim izmjenama. U to vrijeme, jedna trećina publike Cartoon Networka bili su odrasli gledatelji.
Na San Diego Comic-Conu publika je imala priliku pogledati isječke nadolazećih emisija i glasati za onu koju su željeli vidjeti kao prikaz unaprijed. Harvey Birdman, Attorney at Law bio je pobjednik. Dana 12. kolovoza, prva reklama za novi program emitirana je na Cartoon Networku. U to vrijeme izašao je i promotivni paket koji je uključivao ručnike i promotivni CD. Drugi promotivni paket, dizajniran kao kutija prve pomoći, sadržavao je promotivni VHS s informacijama o svim emisijama.
Access Hollywood je također istaknuo nadolazeće premijere. Tiskani oglasi prikazani su u kolovoškom broju Entertainment Weeklya. Dana 31. kolovoza, službeno je pokrenuta stranica adultswim.com.

## Programi
Trenutno u proizvodnji i prikazivanju na Adult Swimu su originalne serije poput Aqua Teen Hunger Force, Off The Air, Home Movies, The Eric Andre Show, Rick and Morty, Smiling Friends i My Adventures With Superman.
Adult Swim također emitira sindicirane programe od 20th Television (Bob's Burgers, Family Guy, Futurama, King of the Hill) i Corus Entertainment (Psi Cops), originalne serije proizvedene za TBS i Max (American Dad! i Ten Year Old Tom), te je stekao prava i ko-producedirao razne anime serije. Putem Adult Swima, Cartoon Network je jedna od rijetkih američkih mreža koja emitira anime, a jedina mreža koja prikazuje takav sadržaj namijenjen mladim odraslim osobama i tinejdžerima, a ne djeci.
Trenutno, većina anime i akcijskih programa emitira se subotom navečer kao dio Toonamija, bivšeg Cartoon Network programa koji je Adult Swim ponovno pokrenuo 26. svibnja 2012. godine. Stariji anime programi emitiraju se u sklopu Toonami Rewind, programa koji je pokrenut 31. svibnja 2024. i zamijenio prikazivanje Checkered Past. Cartoon Network serije koje su stekle starije gledatelje također su emitirane na Toonamiju; posebice, Samurai Jack je bio dovoljno popularan u reprizama da se zasluži obnovu 2017. godine.